# Sjaj (1996.)
Sjaj (eng. Shine) je australski film iz 1996. godine temeljen na životu pijanista Davida Helfgotta koji je doživio mentalni slom i proveo nekoliko godina u raznim institucijama. U filmu su glavne uloge ostvarili Geoffrey Rush, Lynn Redgrave, Armin Mueller-Stahl, Noah Taylor, John Gielgud, Googie Withers, Justin Braine, Sonia Todd, Nicholas Bell, Chris Haywood i Alex Rafalowicz. Scenarij je napisao Jan Sardi, a film je režirao Scott Hicks. Koliko film vjerno prikazuje događaje iz Helfgottovog života i danas je predmet mnogih rasprava. Svoju američku premijeru film Sjaj imao je na filmskom festivalu u Sundanceu. Glumac Geoffrey Rush za portret Davida Helfgotta osvojio je prestižnu nagradu Oscar u kategoriji najbolje glavne muške uloge 1997. godine.

## Radnja
Muškarac (Geoffrey Rush) luta kroz kišnu oluju i pronalazi put do restorana. Tamošnji zaposlenici pokušavaju shvatiti treba li čovjek pomoć. Unatoč svom brzom, maničnom govoru kojeg je teško razumjeti, Sylvia saznaje da je njegovo ime David Helfgott i da je odsjeo u lokalnom hotelu. Vraća ga u hotel i usprkos njegovim pokušajima da je zainteresira svojim glazbenim znanjem i kolekcijom raznih glazbenih ploča, ona odlazi.
Kao dijete, David (glumi ga Alex Rafalowicz) sudjeluje u lokalnom glazbenom natjecanju. Svirati ga je naučio njegov otac, Peter (Armin Mueller-Stahl), čovjek opsjednut pobjedom koji ne trpi poraze i neposlušnost. Malog Davida primjećuje gospodin Rosen, lokalni pijanist koji, nakon početnog konflikta s Peterom, započinje podučavati Davida.
Kao tinejdžer, David (glumi ga Noah Taylor) osvaja državno glazbeno natjecanje i pozvan je na studij u Ameriku. Premda u početku podupire plan skupljanja novca da se Davida pošalje na studij, Peter ipak zabranjuje Davidu da ode i započne ga psihički maltretirati misleći da će njegov odlazak uništiti obitelj. Shrvan, David nastavlja s učenjem i prijatelja nalazi u spisateljici i jednoj od osnivača Komunističke partije Australije - Katharine Susannah Prichard (Googie Withers). Davidov talent raste sve više te je pozvan u kraljevski glazbeni koledž u Londonu. Ipak, ponovno mu njegov otac zabranjuje odlazak, ali uz pomoć Katherine David svejedno odlazi. U Londonu, David sudjeluje u natjecanju pijanista, a izabire svirati Rahmanjinov težak Koncert za klavir br. 3 - djelo koje je pokušavao naučiti još otkad je bio dijete kako bi svog oca učinio ponosnim. Kako David sve više vježba, njegovo ponašanje postaje sve maničnije. Ipak, on uspijeva pobijediti na natjecanju, ali doživljava mentalni slom i završava u psihijatrijskoj bolnici gdje ga liječe elektrošokovima.
David se oporavlja i uspijeva vratiti u Australiju gdje ga otac svejedno ne želi vidjeti. Uskoro ponovno doživljava slom i završava u mentalnoj ustanovi. Godinama kasnije, dobrovoljka koja radi u instituciji prepoznaje Davida i zna za njegov glazbeni talent. Ona ga dovodi u svoju kuću, ali uskoro saznaje da ga je jako teško kontrolirati, jer je nenamjerno destruktivan i da mu je potrebna puno veća njega nego mu je ona može pružiti. Ostavlja ga u hotelu s početka filma. David se teško snalazi u svijetu izvan institucije i često luta ulicama te na taj način završava i u restoranu.
Sljedećeg dana David se vraća u restoran gdje gazde ostaju oduševljeni njegovim glazbenim sposobnostima (u restoranu, naime, imaju glasovir). Jedan od vlasnika sprijateljuje se s Davidom i pazi na njega. Zauzvrat, David odlučuje svirati u restoranu koji postaje sve puniji. Uskoro ga vlasnik restorana upoznaje s Gillian (Lynn Redgrave). Njih dvoje se zaljubljuju i ožene. Uz njezinu pomoć i potporu, David se uspijeva pomiriti sa smrću svog oca te organizirati vrlo uspješni povratnički koncert.

## Produkcija
Glumac Geoffrey Rush je za pripremanje uloge odlučio nastaviti s lekcijama iz glasovira s kojima je prestao u 14. godini života, a sve kako bi izbjegao da netko drugi glumi scene u kojima svira klavir.

## Nagrade i nominacije

### Oscar
Film Sjaj zaradio je 7 nominacija za prestižnu nagradu Oscar, a osvojio je jednu:
- Najbolji glumac - Geoffrey Rush
- Najbolji film
- Najbolji redatelj - Scott Hicks
- Najbolji sporedni glumac - Armin Mueller-Stahl
- Najbolji originalni scenarij - Jan Sardi
- Najbolja montaža - Pip Karmel
- Najbolja originalna glazba - David Hirschfelder

### Zlatni globus
Film Sjaj zaradio je 5 nominacija za nagradu Zlatni globus, a osvojio je jednu:
- Najbolji glumac (drama) - Geoffrey Rush
- Najbolji film (drama)
- Najbolji redatelj - Scott Hicks
- Najbolji scenarij - Jan Sardi
- Najbolja originalna glazba - David Hirschfelder

Film Sjaj također je osvojio i britansku nagradu BAFTA za najbolju glavnu mušku ulogu. Australski filmski institut proglasio je Sjaj najboljim filmom godine i dodijelio mu još osam nagrada uključujući i one za najboljeg redatelja, glavnog glumca, sporednog glumca i scenarij. Zanimljivo je da je nekoliko različitih akademija koje dodjeljuju filmske nagrade prepoznalo različite glumce u kategoriji sporedne muške uloge. Tako je Armin Mueller-Stahl nominiran za Oscara za sporednog glumca, ali su za BAFTA-u u istoj kategoriji nominirani John Gielgud i Noah Taylor.

## Kontroverze
Nakon početka kino distribucije filma pojavile su se kontroverze i to na dva fronta:

### Knjiga Margaret Helfgott
Kritičari navode da su određeni događaji i odnosi u Davidovom životu koji su prikazani u filmu potpuno netočni, ponekad čak i izmišljeni što je rezultiralo lošom reputacijom ljudi iz pravog života. Helfgottova sestra Margaret Helfgott u svojoj knjizi Out of Tune posebno ističe Helfgottovog oca, Petera Helfgotta, koji je, prema njezinom mišljenju, bio sjajan suprug, brižan roditelj i daleko od zlonamjernog tiranina kakvim je prikazan u filmu. Njegova odluka o zabrani da David ode u Ameriku u dobi od 14 godina života nije donesena iz osvetoljubivog hira kako je prikazano u filmu, već ona tvrdi da je to bila razumna odluka, jer David nije bio spreman za neovisnost. Margaret Helfgott također tvrdi da su Davidova druga supruga Gillian i producenti filma izvršavali golemi pritisak na nju i upozoravali je da im ne izaziva probleme iznoseći svoju priču. Premda Margaret Helfgott ima pisma koja su si međusobno pisali Helfgott i njegov otac, prava na njih ima Gillian Helfgott koja je spriječila da njihov sadržaj bude objavljen.
Kriticizam Margaret Helfgott osporen je od ljudi koji su radili na filmu. Redatelj Scott Hicks napisao je pismo koje je objavljeno u The Wall Street Journalu nakon što je njezina knjiga izdana, a u kojem je branio autentičnost svog filma i portret Helfgottovog djetinjstva ističući da se Davidovi blizanci, Susie i Les, slažu sa svime što je prikazano u filmu i da su s istim zadovoljni. John Macgregor - koji je bio involviran u istraživanje i pisao dijelove priče - napisao je u pismu za The Australian da portret Helfgottovog oca nije prikazan samo na temelju Davidovih sjećanja, već (uz iznimku Margaret) i od svih drugih članova obitelji i obiteljskih prijatelja koje su on i Scott Hicks intervjuirali, kao i od svih onih koji su Davida upoznali u profesionalnom životu u njegovoj ranoj fazi. Budući da je Margaret Helfgott u svojoj knjizi istaknula da su mnogi od navedenih ljudi zapravo kritizirali autentičnost filma i portret Petera Helfgotta, Macgregor je sve njih u svom pismu pozvao da istupe i kažu to javno. Međutim, to nitko nije učinio.
Helfgottova majka izjavila je da ju je film proganjao i da je osjećala da je "učinjeno veliko zlo."

### Pijanističke sposobnosti
Kritičari također tvrde da su Helfgottove pijanističke sposobnosti u filmu pretjerane. U jednom članku novozelandski filozof Denis Dutton tvrdi da je Helfgottovo sviranje glasovira tijekom njegovog povratka (u kasnim 90-im godinama prošlog stoljeća) imalo velikih tehničkih i estetskih mana koje ne bi bile prihvatljive za niti jednog glazbenika čija reputacija nije bila napuhana. Dutton tvrdi da je, dok je gledao film, pokrivao svoje oči na dijelovima u kojima Helfgott svira kako bi se u potpunosti koncentrirao na glazbu, a ne glumu. Također objašnjava da su Helfgottove ture koje je održavao nakon što je film prikazan u kinima bile popunjene iz razloga što su privukle novu publiku koja nije bila toliko upoznata s njegovom ranijom karijerom te na taj način ostali pijanisti koji su bili puno talentiraniji i discipliniraniji nisu mogli doći do izražaja i uspjeha.
Trijumfi u Davidovoj ranoj karijeri su istiniti. Slavni violinist Isaac Stern želio je dovesti Helfgotta u SAD kako bi mu bio mentor; dirigent Daniel Barenboim bio je njegov veliki obožavatelj; Helfgottovi učitelji na kraljevskoj akademiji istaknuli su ga kao "čistog genija". Isto tako ljudi koji stoje iza rada na filmu tvrde da s vremena na vrijeme kritičari koji ocjenjuju današnji Helfgottov rad ne shvaćaju poantu - koja nije u tome da se danas Helfgott smatra jednim od najboljih svjetskih pijanista (tvrdnja koja nikad zapravo nije izrečena) nego u tome da mu je ljubav njegove supruge pomogla da se uspješno oporavi od dugotrajne i gorke borbe s mentalnom bolešću kako bi ponovno uspio zasvirati pred publikom.

## Soundtrack
1. "With a Girl Like You" (Reg Presley) - The Troggs
2. "Why do They Doubt Our Love" napisao i izveo Johnny O'Keefe
3. Polonaise in A flat major, Op. 53 (Frédéric Chopin) - Ricky Edwards
4. "Fast zu Ernst" - Scenes from Childhood, Op. 15 (Robert Schumann) - Wilhelm Kempff
5. La Campanella (Franz Liszt) - David Helfgott
6. Hungarian Rhapsody No. 2 in C sharp minor (Liszt) - David Helfgott
7. "The Flight of the Bumble Bee" (Nikolaj Rimski-Korsakov) - David Helfgott
8. Gloria, RV 589 (Antonio Vivaldi)
9. "Un sospiro" (Liszt) - David Helfgott
10. "Nulla in mundo pax sincera" Vivaldi - Jane Edwards (vokal)
11. "Daisy Bell" (Harry Dacre) - Ricky Edwards
12. "Funiculi, Funicula" (Luigi Denza)
13. Piano Concerto No. 3 in D minor, Op. 30 (Sergej Rahmanjinov) - David Helfgott
14. Prelude in C sharp minor, Op. 3, No. 2 (Rachmaninoff) - David Helfgott
15. Symphony No. 9 in D minor, Op. 125 (Ludwig van Beethoven)
16. Sonata No. 23 in F minor, "Appassionata", Op. 57 (Beethoven) - Ricky Edwards
17. Prelude in D flat major, "Raindrop", Op. 28, No. 15 (Chopin)

## Zarada
Film Sjaj u australskim kinima zaradio je nešto malo više od 10 milijuna dolara.

## Vanjske poveznice
- Sjaj u internetskoj bazi filmova IMDb-a
- Sjaj na Rotten Tomatoes
- Sjaj na Box Office Mojo